# Krzysztof Kluszczyński
Krzysztof Kluszczyński (ur. 11 lipca 1950 w Brzeszczach) – polski inżynier elektrotechnik, profesor nauk technicznych, profesor zwyczajny Politechniki Śląskiej i Politechniki Krakowskiej im. Tadeusza Kościuszki, w latach 2005–2007 rektor Wyższej Szkoły Mechatroniki w Katowicach.

## Życiorys
W 1973 ukończył studia na Wydziale Elektrycznym Politechniki Śląskiej w Gliwicach. Rozprawę doktorską obronił tamże w 1978, natomiast stopień naukowy doktora habilitowanego uzyskał w 1986 w oparciu o pracę pt. Momenty pasożytnicze w maszynach asynchronicznych. Tytuł naukowy profesora nauk technicznych otrzymał 29 marca 1996. Specjalizuje się w teorii maszyn elektrycznych. Jest autorem ok. 300 publikacji.
W latach 1973–2017 związany z Politechniką Śląską, na której doszedł do stanowiska profesora zwyczajnego. W latach 1980–1981 był zastępcą dyrektora Instytutu Maszyn i Urządzeń Elektrycznych, zaś w latach 1990–1993 pełnił funkcję prodziekana Wydziału Elektrycznego. W 1999 utworzył Zakład Mechatroniki, który w 2006 został przekształcony w kierowaną przez niego Katedrę Mechatroniki. W październiku 2017 objął stanowisko profesora zwyczajnego na Politechnice Krakowskiej im. Tadeusza Kościuszki. Na Wydziale Inżynierii Elektrycznej i Komputerowej PK został kierownikiem Instytutu Automatyki i Trakcji Elektrycznej. Pracował także w Wyższej Szkole Mechatroniki w Katowicach, będąc jej rektorem w latach 2005–2007.
W 1999 został przewodniczącym Polskiego Towarzystwa Elektrotechniki Teoretycznej i Stosowanej, a w 2002 został członkiem Komitetu Elektrotechniki PAN.
Otrzymał w 1994 srebrny a 1998 złoty Krzyż Zasługi. W 2012, za wybitne osiągnięcia w pracy naukowo-badawczej i działalności dydaktycznej, za zasługi na rzecz rozwoju nauki, został odznaczony Krzyżem Kawalerskim Orderu Odrodzenia Polski. 11 lutego 2015 otrzymał tytuł doktora honoris causa Politechniki Świętokrzyskiej.